# Michelle Shocked
Michelle Shocked, pseudonimo di Karen Michelle Johnston (Dallas, 24 febbraio 1962), è una cantautrice statunitense.

## Biografia
Michelle Shocked descrive il padre, Bill Johnston, che si alterna in vari lavori, dall'insegnante all'operatore part-time per spettacoli itineranti, come un hippy-ateo stile anni sessanta; della madre invece preferisce non rivelare nemmeno il nome, definendola soltanto una sorta di Tammy Bakker (una popolare cantante cristiana e televangelista statunitense).
Già un anno dopo la sua nascita, nel 1963, i due genitori divorziano e la figlia viene affidata alla madre che nel frattempo si è convertita al mormonismo e si è risposata con un militare di carriera che diventa il suo patrigno; con il padre ha la possibilità di trascorrere solo i periodi estivi. Comincia intanto il continuo spostarsi della famiglia di Michelle in varie basi militari, dal Maryland fino alla Germania Ovest e al ritorno in Texas, dove il patrigno ottiene il congedo.
Nel 1979, la sedicenne Michelle decide di abbandonare la scuola, lasciare la casa materna e andare a vivere con il padre a Dallas. Sarà lui ad incoraggiarne il talento musicale, convincendola ad acquistare una chitarra di seconda mano e portandola nei diversi festival locali di blues e country. Nel frattempo Michelle decide di iscriversi all'Università del Texas, lavora per tutto il periodo del college per potersi pagare gli studi e si laurea in interpretazione orale della letteratura.
Inizia successivamente un suo inarrestabile periodo errante e senza fissa dimora, che la vede vivere in vari luoghi ospite presso le case di parenti e amici o le residenze studentesche per viaggiare dal Texas alla volta della California, a San Francisco, dove, come giovane femminista, decide di legarsi a movimenti squatter e a locali band hardcore. Comincia così anche il suo attivismo politico in sostegno di varie cause, che vanno dalle campagne in difesa delle balene fino a quelle dei vari movimenti antinuclearisti. Gli sfratti e gli sgomberi a cui è soggetta la riportano però in Texas, dove la madre, preoccupata per la vita disordinata e fuori dai canoni della figlia ventiduenne, decide di farla internare in un ospedale psichiatrico. Viene tenuta rinchiusa in quel luogo finché la sua polizza assicurativa non scade. Al riguardo, in un'intervista successiva rilasciata a People, Michelle ironizza dicendo che evidentemente "non puoi essere pazza se non hai un'assicurazione".
Ricomincia così, nel 1984 il suo peregrinare e il suo impegno politico che la porta a subire parecchi fermi di polizia. Proprio in quel medesimo anno partecipa ad una protesta chiamata "The War Chest Tour" durante la convention nazionale Democratica a San Francisco. Oggetto della contestazione è la pratica delle grandi aziende statunitensi di garantire grossi contributi alle campagne elettorali di entrambi i partiti, democratico e repubblicano, per ottenere favori politici indipendentemente da quale dei due schieramenti venisse poi eletto al governo. Proprio durante il suo arresto per tale manifestazione, viene immortalata da un'istantanea che la ritrae in una smorfia di dolore mentre viene immobilizzata e stretta al collo da un poliziotto, foto che, il giorno successivo, viene pubblicata sulla prima pagina del San Francisco Examiner. La medesima immagine verrà poi utilizzata dalla cantante come copertina di quello che sarà il suo album più noto, Short Sharp Shocked.
Il suo nome d'arte nasce proprio in questi anni: Michelle Shocked è un gioco di parole che ha una forte assonanza con "Miss Shell Shocked" o anche "Me-Shell-Shocked", facendo diretto riferimento all'espressione inglese shell-shocked, termine usato per la prima volta dopo la prima guerra mondiale per definire gli ex-soldati che soffrono di sindrome da stress post-bellico. Con esso la musicista intende invocare lo spettro di un tale shock a causa delle politiche reaganiane durante la guerra fredda dei primi anni ottanta.
Tra il 1984 e il 1986 Michelle continua a vagabondare squattrinata da costa a costa all'interno degli Stati Uniti fino a spingersi all'estero in Inghilterra, ma i suoi progetti artistici sembrano non decollare e fa quindi ritorno in Texas. Paradossalmente proprio qui, al Kerrville Folk Festival del 1986, la sua musica viene notata dal giornalista britannico Pete Lawrence che registra una sua performance suonata intorno ad un fuoco da campo, servendosi di un semplice Sony Walkman. Essendo anche co-proprietario di una nuova etichetta indipendente, la Cooking Vinyl, decide di pubblicare le registrazioni sotto forma di bootleg con il nome di The Texas Campfire Tapes. Nonostante la scadente qualità dell'incisione, Michelle riceve così, prima ancora che in patria, attenzione a livello internazionale, principalmente in Europa e in modo particolare nel Regno Unito, dove l'album raggiunge i vertici della classifica della musica indie inglese.
L'inaspettata popolarità, malgrado più tardi Michelle confessa di non aver praticamente guadagnato alcun soldo da tale operazione, si riverbera negli Stati Uniti portandola alla firma di un contratto con la Mercury Records e al successo nel 1988 con l'uscita dell'album Short Sharp Shocked, le cui canzoni vengono trasmesse, con grande acclamazione da parte degli ascoltatori, nelle college radio in tutti gli USA.
Accompagnato dalla grossa spinta promozionale dell'onda di questo momento di celebrità, nel 1989, esce il suo secondo album da studio Captain Swing, che include la diffusione su MTV del singolo On the Greener Side. Tuttavia la sua major decide di non investire ulteriormente nella promozione dell'artista, giudicata troppo poco definibile e, dopo l'uscita nel 1992 dell'album Arkansas Traveler, le viene addirittura impedita la pubblicazione del suo quarto lavoro Kind Hearted Woman (che poi uscirà solo nel 1996 tramite etichetta indipendente) per motivi di inconsistenza stilistica, anche se la cantante pensa che la causa sia più dovuta alla sua conversione al movimento pentecostale della Chiesa di Dio in Cristo e alla sua conseguente volontà di incidere un'opera principalmente gospel. I disaccordi portano, tra il 1992 e il 1996, ad un completo stallo della sua carriera, non potendo incidere nulla per motivi legali, e a rompere definitivamente il contratto appellandosi al tredicesimo emendamento (quello con cui si abolisce la schiavitù).
Da tale momento Michelle sceglie di continuare a lavorare come artista indipendente, iniziando anche a collaborare con vari artisti, tra cui Fiachna Ó Braonáin, chitarrista del gruppo irlandese degli Hothouse Flowers. Comincia così a vendere i propri lavori durante i suoi concerti e a stampare prima con etichette minori, poi, dal 2002, con una propria casa di produzione, la Mighty Sound, fondata insieme al marito Bart Bull, scrittore sposato nel 1992 da cui si separa nel 2004 a causa di una comune dipendenza dall'alcool. Con lui, dopo i problemi avuti con la casa discografica, si era trasferita a vivere a New Orleans nel 1994, città che lascia con la fine del proprio matrimonio per cercare di rigenerarsi a Los Angeles.
Nel medesimo anno, una versione acustica della sua canzone How You Play the Game viene usata come apertura del documentario Bush's Brain (Il cervello di Bush), uscito in DVD.
A seguito della sua partecipazione ad occupy Los Angeles, nel novembre del 2011, Michelle Shocked viene arrestata durante lo sgombero di tale manifestazione.
Michelle Shocked è sorellastra del polistrumentista Max Johnston, membro del gruppo Uncle Tupelo e successivamente del nucleo originario dei Wilco.

## Discografia
- 1986 - The Texas Campfire Tapes (ripubblicato nel 2003 come The Texas Campfire Takes con 18 bonus track)
- 1988 - Short Sharp Shocked (ripubblicato nel 2004 con 21 bonus track)
- 1989 - Captain Swing (ripubblicato nel 2004 con 16 bonus track)
- 1992 - Arkansas Traveler (ripubblicato con 2004 con 7 bonus track)
- 1994 - Kind Hearted Woman (uscito sotto l'etichetta Private Music nel 1996)
- 1996 - Mercury Poise: 1988-1995 (raccolta con 2 inediti)
- 1996 - Artists Make Lousy Slaves (con Fiachna O'Braonain)
- 1998 - Good News
- 2001 - Deep Natural
- 2001 - Dub Natural
- 2005 - Don't Ask Don't Tell
- 2005 - Got No Strings
- 2005 - Mexican Standoff
- 2007 - ToHeavenURide
- 2009 - Soul of My Soul

I tre titoli del 2005 sono stati inclusi in un triplo album chiamato Threesome.